# Lavre
Lavre ist ein Ort und eine ehemalige Gemeinde (Freguesia) im portugiesischen Kreis Montemor-o-Novo. Die Gemeinde hatte 742 Einwohner (Stand 30. Juni 2011).
Am 29. September 2013 wurden die Gemeinden Lavre und Cortiçadas de Lavre zur neuen Gemeinde União das Freguesias de Cortiçadas de Lavre e Lavre zusammengeschlossen.